# Vince Osuji
Vince Osuji (6 april 2006) is een Nigeriaans voetballer die onder contract ligt bij Club Brugge in België. Hij komt over van zweedse eersteklasser Kalmar FF.

## Carrière
Osuji maakte in 2024 de overstap van de De Cardinal Football Academy naar de Zweedse eersteklasser Kalmar FF. Osuji speelde in zijn debuutseizoen bij Kalmar vijftien competitiewedstrijden in de Allsvenskan, waarin hij eenmaal scoorde. Op het einde van het seizoen degradeerde hij met Kalmar naar de Superettan.